# NN-228
La carretera NN-228 es una vía departamental secundaria ubicada en el departamento de Chinandega, al oeste de Nicaragua. Tiene una longitud aproximada de 9.1 km y conecta el empalme de La Bolsa con la ciudad de El Viejo. Fue inaugurada en 2014 por el MTI para mejorar el tránsito regional.

## Trazado y cruces
La siguiente tabla presenta el recorrido de la **NN-228**, sus puntos principales y conexiones:
| km   | Localidad        | Departamento | Conexión / Ruta |
| ---- | ---------------- | ------------ | --------------- |
| 0.0  | Empalme La Bolsa | Chinandega   | NN 227          |
| 9.10 | El Viejo         | Chinandega   |                 |

## Coordenadas
Uno de los tramos de la NN‑228 puede ser encontrado en las coordenadas: 13°34′27″N 87°29′03″O / 13.5742, -87.4841